# Hecuba
Hecuba este o figură a mitologiei greco-romane, fiica frigianului Dymas (sau a lui Cisseus, regele tracilor) și cea de-a doua soție a lui Priam, regele Troiei. A avut numeroși copii care, mai toți, au murit sub zidurile Troiei sau, după distrugerea cetății, au fost duși în captivitate. Printre ei se numărau: Hector, Paris – supranumit și Alexandros –, Creusa, Laodice, Polixena, Cassandra, Deiphobus, Helenus, Antiphus, Polydorus, Troilus etc. 
Înainte de nașterea lui Paris, Hecuba a avut un vis ciudat. Prezicătorii i l-au tălmăcit spunându-i ca fiul pe care avea să-l nască va atrage ruina cetății sale. La nașterea lui Paris, Hecuba pregetă să-și ucidă însă copilul. Temându-se totuși de împlinirea destinului, îl abandonează pe muntele Ida. Mai târziu Paris vine însă la Troia și prezicerea se împlinește. După distrugerea Troiei, Hecuba a revenit drept pradă de război lui Odiseu. 
Copleșită de durerea de a-și fi văzut rând pe rând copiii uciși, înainte de a pleca în captivitate, e nevoită să asiste neputincioasă la sacrificiul fiicei ei, Polixena. Urcându-se pe corabie, vede trupul neînsuflețit al fiului ei Polydorus, aruncat de valuri la țărm. Polydorus fusese ucis de către regele Polymnestor spre a fi jefuit. Înainte de plecare, împreună cu celelalte femei troiene, Hecuba găsește totuși răgazul și puterea necesară ca să răzbune moartea fiului ei. Îmbarcându-se apoi din nou, Hecuba scapă de urmărirea însoțitorilor lui Polymnestor care vor să o pedepsească, și-și găsește refugiul și moartea în valurile mării. După o altă versiune, ea ar fi fost metamorfozată într-o cățea.
Este simbolul durerii și al refuzului de a accepta fatalitatea.